# Ламдон, Семён Ефимович
Семён Ефимович Ламдон - российский инженер-конструктор, работающий в сфере архитектурного дизайна, лауреат Государственной премии РФ в области литературы и искусства.